# Møbelringen Cup 2007
Møbelringen Cup 2007 var den syvende udgave af kvindehåndboldturneringen Møbelringen Cup og blev afholdt fra den 23. – 25. november 2007 i Sandefjord, Skien og Drammen i Norge. Den forsvarende mester var Norge, der genvandt titlen på målforskel foran Rusland og Danmark.

## Resultater
| Dato  | Hold 1  | Hold 2  | Resultat |
| ----- | ------- | ------- | -------- |
| 23.11 | Danmark | Rusland | 25-24    |
| 23.11 | Norge   | Angola  | 26-17    |
| 24.11 | Rusland | Angola  | 32-24    |
| 24.11 | Norge   | Danmark | 34-20    |
| 25.11 | Angola  | Danmark | 25-31    |
| 25.11 | Norge   | Rusland | 23-26    |

| Hold    | Kampe | Mål   | Point |
| ------- | ----- | ----- | ----- |
| Norge   | 3     | 83-63 | 4     |
| Rusland | 3     | 82-72 | 4     |
| Danmark | 3     | 76-83 | 4     |
| Angola  | 3     | 66-89 | 0     |